# Sāldūz Kolā-ye Bālā
Sāldūz Kolā-ye Bālā (persiska: سالدوز كلای بالا) är en ort i Iran.   Den ligger i provinsen Mazandaran, i den norra delen av landet, 160 km nordost om huvudstaden Teheran. Antalet invånare är 240.
Terrängen runt Sāldūz Kolā-ye Bālā är platt. Runt Sāldūz Kolā-ye Bālā är det tätbefolkat, med 790 invånare per kvadratkilometer. Närmaste större samhälle är Babol, 10,5 km väster om Sāldūz Kolā-ye Bālā. Trakten runt Sāldūz Kolā-ye Bālā består till största delen av jordbruksmark.